# Eurovision Song Contest 2020
Eurovision Song Contest 2020 var planlagt til at være den 65. udgave af Eurovision Song Contest, European Broadcasting Unions (EBU) årlige sangkonkurrence for organisationens medlemmer, som skulle have været afholdt i Rotterdam Ahoy, Rotterdam, men blev 18. marts 2020 aflyst på grund af COVID-19-pandemien. Det var første gang i konkurrencens 64-års historie at en Eurovision Song Contest blev aflyst.
EBU meddelte 31. marts 2020, at man i stedet for ESC afholder en særudsendelse; Eurovision: Europe Shine A Light, der dog ikke har konkurrenceelementet i sig. En af årsagerne til, at EBU ikke har valgt at rykke Eurovision 2020 til efteråret, har været, at den vindende nations TV-organisation kun ville have cirka et halvt år til at forberede næste års Eurovision Song Contest.
I stedet sender EBU et erstatningsprogram den 16. maj som hedder Europe Shine a Light som skal hylde alle de sange, der skulle have deltaget i dette års konkurrence.

## Format

### Visuelt design
Konkurrencens slogan, "Open Up", blev afsløret den 24. oktober 2019. Det officielle logo og branding blev afsløret den 28. november 2019. Designet af CLEVER°FRANKE, der udtaler, at det er "en abstrakt repræsentation af farverne i flagene fra hvert af de 41 lande, der skulle havde deltaget i 2020".

### Værter
Den 4. december 2019 meddelte NPO, at konkurrencen skulle være blevet præsenteret af tre værter: skuespiller og tv-vært Chantal Janzen, sanger og kommentator for konkurrencen Jan Smit, og sangerinden Edsilia Rombley, der repræsenterede Holland ved Eurovision Song Contest i henholdsvis 1998 og 2007. Den 10. februar 2020 blev det annonceret, at skønhedsvlogger Nikkie de Jager (NikkieTutorials) skulle have været programleder for konkurrencens online indhold, herunder en YouTube-serie bag kulisserne, der skulle indspilles med de deltagende kunstnere. Hun skulle også have rapporteret fra den røde løber under åbningsceremonien og optrådt i alle tre liveshows den 12., 14. og 16. maj 2020.

### Semifinalelodtrækning
Lodtrækningen for at bestemme de deltagende landenes semifinale fandt sted den 28. januar 2020 på Rotterdams rådhus. 65 semifinalister blev delt i fem grupper, baseret på historiske afstemningsmønstre, beregnet af konkurrencens officielle tv-partner Digame. Lodtrækningen fra de forskellige grupper hjælper med at reducere chancen for såkaldte "naboafstemninger" og øger dermed spændingen i semifinalerne. Lodtrækningen bestemte også, i hvilken semifinale hver af de seks automatiske finalekvalificerede lande - de såkaldte "Big Five" (Frankrig, Italien, Spanien, Storbritannien og Tyskland) samt værtslandet Holland skulle have stemt i. Ceremonien blev arrangeret af værterne for konkurrencen, Chantal Janzen, Jan Smit og Edsilia Rombley, og omfattede udveksling af værtsbyens symboler fra Zippi Brand Frank, viceborgmester i Tel Aviv (værtsby for den forrige konkurrence) til Ahmed Aboutaleb, borgmester i Rotterdam.
| Gruppe 1                                                                        | Gruppe 2                                                              | Gruppe 3                                                                          | Gruppe 4                                                                     | Gruppe 5                                                           |
| ------------------------------------------------------------------------------- | --------------------------------------------------------------------- | --------------------------------------------------------------------------------- | ---------------------------------------------------------------------------- | ------------------------------------------------------------------ |
| - Albanien - Østrig - Kroatien - Nordmakedonien - Serbien - Slovenien - Schweiz | - Australien - Danmark - Estland - Finland - Island - Norge - Sverige | - Armenien - Aserbajdsjan - Hviderusland - Georgien - Moldova - Rusland - Ukraine | - Bulgarien - Cypern - Grækenland - Malta - Portugal - Rumænien - San Marino | - Belgien - Tjekkiet - Irland - Israel - Letland - Litauen - Polen |

## Deltagende lande

### Semifinale 1
De lande som skulle have deltaget i den første semifinale var:
| Land           | Kunstner           | Sang               | Sprog                                | Oversættelse      |
| Første halvdel | Første halvdel     | Første halvdel     | Første halvdel                       | Første halvdel    |
| -------------- | ------------------ | ------------------ | ------------------------------------ | ----------------- |
| Australien     | Montaigne          | "Don't Break Me"   | Engelsk                              | Knæk mig ikke     |
| Hviderusland   | VAL                | "Da Vidna"         | Hviderussisk                         | Til morgengry     |
| Irland         | Lesley Roy         | "Story of My Life" | Engelsk                              | Mit livs historie |
| Litauen        | The Roop           | "On Fire"          | Engelsk                              | Ild i mig         |
| Nordmakedonien | Vasil Garvanliev   | "You"              | Engelsk                              | Dig               |
| Rusland        | Little Big         | "Uno"              | Engelsk, spansk                      | En                |
| Slovenien      | Ana Soklic         | "Voda"             | Slovensk                             | Vand              |
| Sverige        | The Mamas          | "Move"             | Engelsk                              | Rykke             |
| Anden halvdel  |                    |                    |                                      |                   |
| Aserbajdsjan   | Samira Efendi      | "Cleopatra"        | Engelsk                              | Kleopatra         |
| Belgien        | Hooverphonic       | "Release Me"       | Engelsk                              | Slip mig          |
| Kroatien       | Damir Kedžo        | "Divlji Vjetre"    | Kroatisk                             | Vilde vinde       |
| Cypern         | Sandro Nicolas     | "Running"          | Engelsk                              | Løber             |
| Israel         | Eden Alene         | "Feker Lebi"       | Amharisk, arabisk, engelsk, hebraisk | Min kærlighed     |
| Malta          | Destiny Chukunyere | "All of My Love"   | Engelsk                              | Al min kærlighed  |
| Norge          | Ulrikke Brandstorp | "Attention"        | Engelsk                              | Opmærksomhed      |
| Rumænien       | Roxen              | "Alcohol You"      | Engelsk                              | Alkohol dig       |
| Ukraine        | Go A               | "Solovey"          | Ukrainsk                             | Nattergal         |

### Semifinale 2
De lande som skulle have deltaget i den anden semifinale var:
| Land           | Kunstner             | Sang                  | Sprog             | Oversættelse          |
| Første halvdel | Første halvdel       | Første halvdel        | Første halvdel    | Første halvdel        |
| -------------- | -------------------- | --------------------- | ----------------- | --------------------- |
| Estland        | Uku Suviste          | "What Love Is"        | Engelsk           | Hvad kærlighed er     |
| Grækenland     | Stefania Liberakakis | "Supergirl"           | Engelsk           | Superpige             |
| Island         | Daði & Gagnamagnið   | "Think About Things"  | Engelsk, islandsk | Tænk på tingene       |
| Moldova        | Natalia Gordienko    | "Prison"              | Engelsk           | Fængsel               |
| Polen          | Alicja Szemplińska   | "Empires"             | Engelsk           | Imperier              |
| San Marino     | Senhit               | "Freaky!"             | Engelsk           | Skræmmende!           |
| Tjekkiet       | Benny Cristo         | "Kemama"              | Engelsk           | Okay mor!             |
| Østrig         | Vincent Bueno        | "Alive"               | Engelsk           | I live                |
| Serbien        | Hurricane            | "Hasta La Vista"      | Serbokroatisk     | Vi ses                |
| Anden halvdel  |                      |                       |                   |                       |
| Albanien       | Arilena Ara          | "Fall From the Sky"   | Engelsk           | Fald fra himlen       |
| Armenien       | Athena Manoukian     | "Chains on You"       | Engelsk           | Dig i lænker          |
| Bulgarien      | VICTORIA             | "Tears Getting Sober" | Engelsk           | Tårer bliver ædru     |
| Danmark        | Ben & Tan            | "Yes"                 | Engelsk           | Ja!                   |
| Finland        | Aksel Kankaanranta   | "Looking Back"        | Engelsk           | Ser tilbage           |
| Georgien       | Tornike Kipiani      | "Take Me as I Am"     | Engelsk           | Tag mig som jeg er    |
| Letland        | Samanta Tīna         | "Still Breathing"     | Engelsk           | Trækker stadig vejret |
| Portugal       | Elisa                | "Medo de sentir"      | Portugisisk       | Frygt for at føle     |
| Schweiz        | Gjon's Tears         | "Répondez-moi"        | Fransk            | Svar mig              |

### Finale
De lande, som var forhåndskvalificerede til finalen, var:
| Nr. | Land           | Kunstner       | Sang             | Sprog           | Oversættelse        |
| --- | -------------- | -------------- | ---------------- | --------------- | ------------------- |
|     | Frankrig       | Tom Leeb       | "The Best in Me" | Engelsk, fransk | Det bedste i mig    |
| 23  | Holland        | Jeangu Macrooy | "Grow"           | Engelsk         | Vokser              |
|     | Italien        | Diodato        | "Fai rumore"     | Italiensk       | Skaber larm         |
|     | Storbritannien | James Newman   | "My Last Breath" | Engelsk         | Mit sidste åndedrag |
|     | Spanien        | Blas Cantó     | "Universo"       | Spansk          | Univers             |
|     | Tyskland       | Ben Dolic      | "Violent Thing"  | Engelsk         | Noget voldsomt      |

## Eksterne links
- Officiel hjemmeside

51°53′N 4°29′Ø / 51.88°N 4.49°Ø